# Tin học pháp lý
Tin học pháp lý là một lĩnh vực trong khoa học thông tin.
Hiệp hội Thư viện Hoa Kỳ định nghĩa tin học là "nghiên cứu về cấu trúc và tính chất của thông tin, cũng như việc áp dụng công nghệ vào việc tổ chức, lưu trữ, truy xuất thông tin, và truyền tải thông tin". Do đó, tin học pháp lý liên quan đến việc áp dụng tin học trong bối cảnh của môi trường pháp lý và do đó liên quan đến tổ chức pháp luật (ví dụ như: văn phòng luật sư, tòa án, và trường luật) và người dùng thông tin và công nghệ thông tin trong những tổ chức này.

## Công nghệ liên quan

### Trí tuệ nhân tạo
Trí tuệ nhân tạo được áp dụng trong các nền tảng giải quyết tranh chấp trực tuyến sử dụng thuật toán tối ưu hóa và đấu thầu mù. Trí tuệ nhân tạo cũng thường được sử dụng trong việc mô hình hóa ontology pháp lý, "một đặc tả rõ ràng, chính thức, và tổng quát về một khái niệm về các thuộc tính và quan hệ giữa các đối tượng trong một miền cho trước".
Trí tuệ nhân tạo và luật pháp (AI and Law) là một lĩnh vực con của trí tuệ nhân tạo (AI) chủ yếu liên quan đến các ứng dụng của AI trong các vấn đề thông tin pháp lý và nghiên cứu gốc về những vấn đề đó. Nó cũng quan tâm đến việc đóng góp theo hướng khác: xuất khẩu các công cụ và kỹ thuật được phát triển trong bối cảnh của các vấn đề pháp lý cho AI nói chung. Ví dụ, các lý thuyết về việc ra quyết định pháp lý, đặc biệt là các mô hình của argumentation, đã góp phần vào biểu diễn tri thức và suy luận; các mô hình tổ chức xã hội dựa trên quy tắc đã góp phần vào hệ thống đa tác tử; suy luận với các bản án pháp lý đã góp phần vào case-based reasoning; và nhu cầu lưu trữ và truy xuất số lượng lớn dữ liệu văn bản đã dẫn đến những đóng góp vào việc truy xuất thông tin mang tính khái niệm và cơ sở dữ liệu thông minh.